# 2'-O-Méthylcytidine
La 2’-O-méthylcytidine (Cm) est un nucléoside dont la base nucléique est la cytosine, l'ose étant un dérivé méthylé du β-D-ribofuranose. Elle est présente naturellement dans certains ARN messagers, ARN de transfert, ARN ribosomiques et petits ARN nucléaires ; un résidu de Cm se trouve par exemple dans le bras de l'anticodon de l'ARNtPhe de levure :

ARNt de phénylalanine chez la levure. La 2′-O-méthylcytidine est notée Cm.